# Matrixlogarithmus
In der Mathematik ist der Logarithmus einer Matrix eine Matrixfunktion und Verallgemeinerung des skalaren Logarithmus auf Matrizen. Er ist in gewissem Sinn eine Umkehrfunktion des Matrixexponentials.

## Definition
Eine Matrix {\displaystyle B} ist ein Logarithmus einer gegebenen Matrix {\displaystyle A}, wenn {\displaystyle A} das Matrixexponential von {\displaystyle B} ist:
{\displaystyle e^{B}=A.\,}

## Eigenschaften
Eine Matrix hat einen Logarithmus genau dann, wenn sie invertierbar ist. Dieser Logarithmus kann eine nicht-reelle Matrix sein, selbst wenn alle Einträge in der Matrix reelle Zahlen sind. In diesem Fall ist der Logarithmus nicht eindeutig.

## Berechnung des Logarithmus einer diagonalisierbaren Matrix
Im Folgenden wird eine Methode beschrieben, {\displaystyle \ln(A)} für ein diagonalisierbare Matrix {\displaystyle A} zu berechnen:
Ermittle die Matrix {\displaystyle V} von Eigenvektoren von {\displaystyle A} (jede Spalte von {\displaystyle V} ist ein Eigenvektor von {\displaystyle A}).
Berechne die Inverse {\displaystyle V^{-1}} von {\displaystyle V}.
Sei {\displaystyle A'=V^{-1}AV}.
Dann ist {\displaystyle A'} eine Diagonalmatrix, deren Diagonalelemente die Eigenwerte von {\displaystyle A} sind.
Ersetze jedes Diagonalelement von {\displaystyle A'} durch dessen natürlichen Logarithmus, um {\displaystyle \ln(A')} zu erhalten. Dann gilt {\displaystyle \ln(A)=V(\ln A')V^{-1}}.
Dass der Logarithmus von {\displaystyle A} komplex sein kann, obwohl {\displaystyle A} reell ist, ergibt sich aus der Tatsache, dass eine reelle Matrix komplexe Eigenwerte haben kann (dies gilt zum Beispiel für Rotationsmatrizen). Die Nichteindeutigkeit des Logarithmus folgt aus der Nichteindeutigkeit des Logarithmus einer komplexen Zahl.
Beispiel: {\displaystyle A={\begin{pmatrix}0&1\\1&0\end{pmatrix}},V={\frac {1}{\sqrt {2}}}{\begin{pmatrix}-1&1\\1&1\end{pmatrix}}=V^{-1},A'={\begin{pmatrix}-1&0\\0&1\end{pmatrix}}}. Wie man nun {\displaystyle \ln A'} berechnet, ist nicht eindeutig definiert, da der natürliche Logarithmus bei −1 den Verzweigungsschnitt hat. Nähert man sich der Zahl {\displaystyle -1=\mathrm {e} ^{\mathrm {i} \pi }} mit positivem Imaginärteil, so ist {\displaystyle \ln(-1)=\lim \limits _{\epsilon \to 0}\ln(\mathrm {e} ^{\mathrm {i} (\pi +\epsilon )})=\mathrm {i} \pi }; nähert man sich der Zahl {\displaystyle -1=\mathrm {e} ^{-\mathrm {i} \pi }} mit negativem Imaginärteil, so erhält man {\displaystyle \ln(-1)=\lim \limits _{\epsilon \to 0}\ln(\mathrm {e} ^{-\mathrm {i} (\pi -\epsilon )})=-\mathrm {i} \pi }. Hier sieht man die Uneindeutigkeit des Logarithmus und auch die nicht notwendigerweise reellwertigen Einträge, obwohl die Matrix reellwertig ist.

## Der Logarithmus einer nichtdiagonalisierbaren Matrix
Der obige Algorithmus funktioniert nicht für nichtdiagonalisierbare Matrizen wie zum Beispiel
{\displaystyle {\begin{pmatrix}1&1\\0&1\end{pmatrix}}.}
Für solche Matrizen muss man zunächst die Jordansche Normalform ermitteln. Statt des Logarithmus der Diagonaleneinträge muss man hier den Logarithmus der Jordan-Blöcke berechnen.
Letzteres wird dadurch erreicht, dass man die Jordan-Matrix schreibt als
{\displaystyle B={\begin{pmatrix}\lambda &1&0&0&\cdots &0\\0&\lambda &1&0&\cdots &0\\0&0&\lambda &1&\cdots &0\\\vdots &\vdots &\vdots &\ddots &\ddots &\vdots \\0&0&0&0&\lambda &1\\0&0&0&0&0&\lambda \\\end{pmatrix}}=\lambda {\begin{pmatrix}1&\lambda ^{-1}&0&0&\cdots &0\\0&1&\lambda ^{-1}&0&\cdots &0\\0&0&1&\lambda ^{-1}&\cdots &0\\\vdots &\vdots &\vdots &\ddots &\ddots &\vdots \\0&0&0&0&1&\lambda ^{-1}\\0&0&0&0&0&1\\\end{pmatrix}}=\lambda (I+K)},
wobei K eine Matrix mit Nullen unter und auf der Hauptdiagonalen ist. (Die Zahl λ ist ungleich null, wenn man annimmt, dass die Matrix, deren Logarithmus man berechnen möchte, invertierbar ist.)
Durch die Formel
{\displaystyle \ln(1+x)=x-{\frac {x^{2}}{2}}+{\frac {x^{3}}{3}}-{\frac {x^{4}}{4}}+\cdots }
erhält man
{\displaystyle \ln B=\ln {\big (}\lambda (I+K){\big )}=\ln(\lambda I)+\ln(I+K)=(\ln \lambda )I+K-{\frac {K^{2}}{2}}+{\frac {K^{3}}{3}}-{\frac {K^{4}}{4}}+\cdots }
Diese Reihe konvergiert für eine allgemeine Matrix {\displaystyle K} nicht, wie sie es für reelle Zahlen mit Betrag kleiner {\displaystyle 1} tun würde. Diese spezielle Matrix {\displaystyle K} jedoch ist eine nilpotente Matrix, so dass die Reihe eine endliche Anzahl von Termen hat ({\displaystyle K^{m}} ist null, wenn {\displaystyle m-1} den Rang von {\displaystyle K} bezeichnet).
Durch diesen Ansatz erhält man
{\displaystyle \ln {\begin{pmatrix}1&1\\0&1\end{pmatrix}}={\begin{pmatrix}0&1\\0&0\end{pmatrix}}.}

## Aus dem Blickwinkel der Funktionalanalysis
Eine quadratische Matrix repräsentiert einen linearen Operator auf dem Euklidischen Raum {\displaystyle \mathbb {R} ^{n}}. Da dieser Raum endlichdimensional ist, ist jeder Operator beschränkt.
Sei {\displaystyle f} eine holomorphe Funktion auf einer offenen Menge in der komplexen Ebene, und sei {\displaystyle T} ein beschränkter Operator. Man kann {\displaystyle f(T)} berechnen, wenn {\displaystyle f(z)} auf dem Spektrum von {\displaystyle T} definiert ist.
Die Funktion {\displaystyle f(z)=\ln(z)} kann auf jeder einfach zusammenhängenden offenen Menge in der komplexen Ebene, die Null nicht enthält, definiert werden und ist auf dieser Definitionsmenge holomorph. Daraus folgt, dass {\displaystyle \ln(T)} definiert ist, wenn das Spektrum von {\displaystyle T} null nicht enthält und es einen Pfad von null in die Unendlichkeit gibt, der das Spektrum von {\displaystyle T} nicht schneidet (bildet zum Beispiel das Spektrum von {\displaystyle T} eine Kreislinie, deren Mittelpunkt null ist, dann ist es nicht möglich, {\displaystyle \ln(T)} zu definieren).
Für den speziellen Fall des Euklidischen Raums ist das Spektrum eines linearen Operators die Menge der Eigenwerte der Matrix, also endlich. Solange null nicht im Spektrum enthalten ist (die Matrix also invertierbar ist) und damit offensichtlich die obige Pfadbedingung erfüllt ist, folgt, dass {\displaystyle \ln(T)} wohldefiniert ist. Die Nichteindeutigkeit folgt aus der Tatsache, dass man mehr als einen Zweig des Logarithmus wählen kann, welcher auf der Menge der Eigenwerte der Matrix definiert ist.